# Bambule (Fernsehspiel)
Bambule ist ein deutsches Fernsehspiel des Südwestfunks aus dem Jahr 1970; Regie führte Eberhard Itzenplitz, das Drehbuch stammt von Ulrike Meinhof.

## Zusammenfassung
Der Film kritisiert die autoritären Methoden der Heimerziehung (Fürsorgeerziehung) in einem Mädchenheim. Im Verlauf der Handlung kommt es zu einer Revolte der Heiminsassinnen gegen die unterdrückenden Strukturen. Die Handlung des Films wird oft auch als Parabel auf die gesellschaftlichen Zustände der Zeit verstanden, denen eine neue, verschärfte Form des Klassenkampfes entgegengesetzt werden müsse.

## Sprache
In den Dialogen wird unter anderem breiter Berliner Dialekt und Soziolekt (beispielsweise „Trebe“ für „Davonlaufen“, „Peikern“ für „Tätowieren“, „Bunker“ für „Arrestzelle“) verwendet, was zwar authentisch wirkt, aber das Verständnis erschwert. Außerdem singen die Mädchen mehrere szenetypische Lieder.

## Handlung
Die vielschichtige Handlung spielt über 24 Stunden in einem West-Berliner Mädchenheim für adoleszente Mädchen. Gleich zu Anfang flüchten zwei von ihnen. Monika wird wegen einer Fußverletzung sofort wieder eingefangen, Irene gelingt die Flucht im zweiten Anlauf. Während Monika zur Strafe im „Bunker“ (der Arrestzelle des Heims) sitzt, erzählt sie einer verständnisvollen und liberal eingestellten Erzieherin, Frau Lack, wie sie schon als kleines Kind von ihrer Stiefmutter ins Heim gesteckt und dort von Nonnen schikaniert wurde; besonders, nachdem diese ihre lesbischen Neigungen entdeckten. Die ebenfalls lesbische Irene, Szenename „Pampas“, wird zunächst von ihrer Mutter abgewiesen und kommt schließlich bei zwei ehemaligen Heiminsassinnen unter, die sich mittlerweile mit Prostitution über Wasser halten. Ein Treffen mit ihrer Freundin, einer Heiminsassin, die mittlerweile als „Freigängerin“ außerhalb des Heimes als Verkäuferin arbeitet, scheitert an einem Missverständnis. Ebenso scheitert der Versuch mit einer ehemaligen Heiminsassin. Deswegen kehrt auch Irene in das Heim zurück. Monika wurde unterdessen, gegen ihren Willen, zu den Klosterschwestern abgeschoben, schafft es aber durch Provokation, dass diese sie postwendend an das Heim zurückschicken. Die dritte Hauptfigur, Evelyn, zettelt in der folgenden Nacht einen Zellenaufstand („Bambule“) an, der zu einem Polizeieinsatz führt. Am Morgen sitzen Evelyn und Irene gemeinsam im Bunker und denken über weitere Möglichkeiten des Widerstandes gegen die Verhältnisse nach.

## Filmmusik
- Bee Gees: Massachusetts
- The Rolling Stones: Jumpin’ Jack Flash
- Frank Sinatra: Strangers in the Night

und weitere.

## Veröffentlichung
Die Ausstrahlung des Films war für den 24. Mai 1970 in der ARD geplant, wurde wegen der Beteiligung der Drehbuchautorin Ulrike Meinhof an der Befreiung von Andreas Baader am 14. Mai aber abgesetzt. Das Drehbuch erschien als Bambule. Fürsorge – Sorge für wen? bereits 1971 in Buchform.
Erst ab 1994 wurde der Film in den dritten Programmen der ARD gezeigt. Film und Drehbuch sind die authentische Wiedergabe der Zustände, die Meinhof in ihren Reportagen über Heimerziehung beschrieben hatte und heute wichtige Dokumente für die Beurteilung der Erziehungspraxis in Einrichtungen der Jugendhilfe der 1940er bis 1970er Jahre.
1979 wurde am Schauspielhaus Bochum zu Beginn der Intendanz von Claus Peymann das auf dem Fernsehspiel beruhende Stück Fürsorgezöglinge (Regie: Raymund Richter, Mitarbeit: Bruno Klimek) uraufgeführt.